# Konzert- und Kongresshalle Bamberg

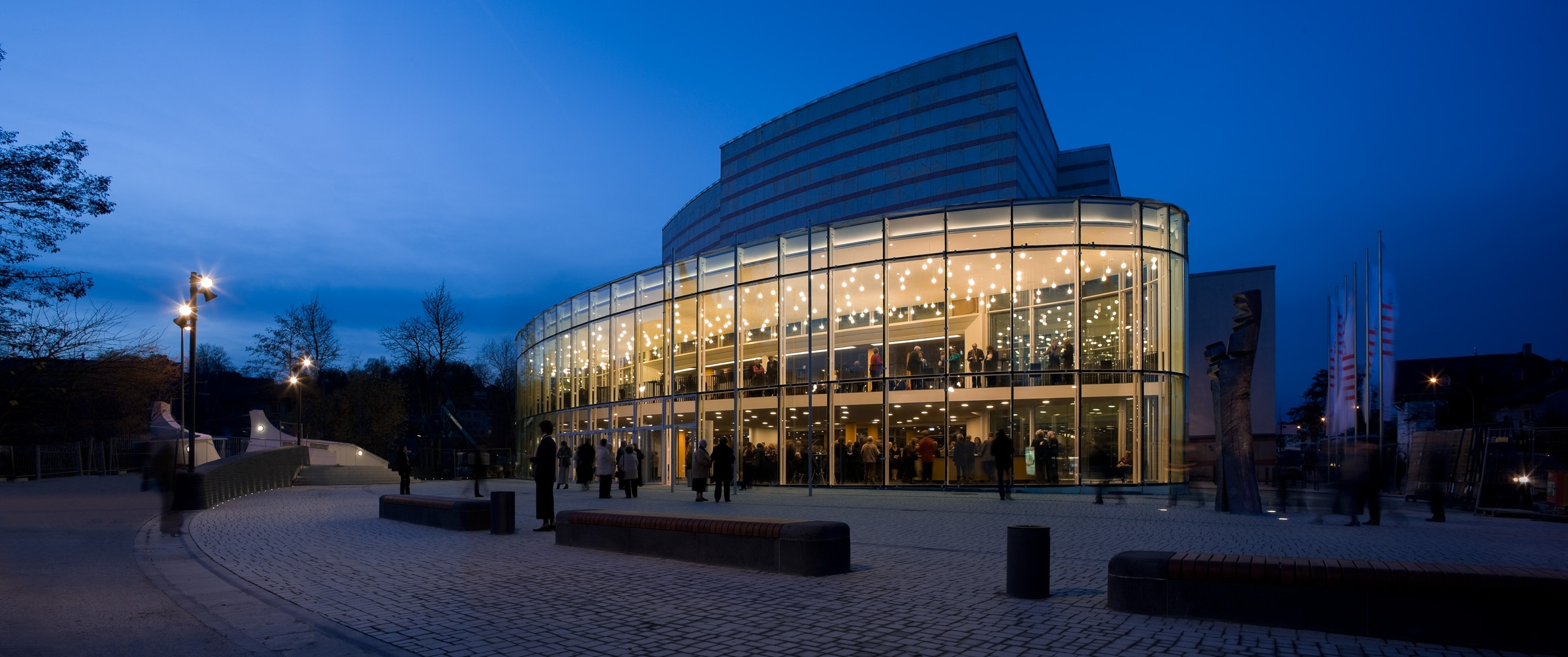
Konzert- und Kongresshalle Bamberg

Die Konzert- und Kongresshalle Bamberg ist eine Konzert- und Veranstaltungshalle in Bamberg. Sie ist die Heimstatt der Bamberger Symphoniker – Bayerische Staatsphilharmonie, eines der führenden deutschen Symphonieorchester. Daneben wird sie für Tagungen, Kongresse, Messen und Ausstellungen sowie Vortrags-, Podiums- und Musikveranstaltungen verschiedener Art genutzt. Angeschlossen an den gesamten Komplex sind zwei Hotels.
Die Konzerthalle Bamberg wurde 1993 eingeweiht. In Altstadtnähe unmittelbar am östlichen Ufer der Regnitz errichtet, bildet sie mit benachbarten historischen Gebäuden, wie dem Stadtarchiv und dem ehemaligen Krankenhaus, ein städtebauliches Ensemble. Wichtige Blickachsen ergeben sich zu bekannten kulturellen Bauten Bambergs, vor allem zu dem auf dem Domberg gelegenen Kaiserdom zu Bamberg und dem ebenfalls erhöht liegenden Kloster Michelsberg. 2009 folgte eine umfangreiche Modernisierung und Renovierung der Konzerthalle, die sowohl die Erweiterung des Foyers durch zwei neue, gläserne Anbauten als auch ein neues Farbkonzept im Inneren des Gebäudes sowie eine Neugestaltung des Hallenvorplatzes einschloss.
Die Konzerthalle Bamberg beherbergt zwei Säle: den Joseph-Keilberth-Saal genannten Konzertsaal mit rund 1.400 Plätzen sowie den kleineren Hegel-Saal als Veranstaltungssaal, der bis zu 700 Personen fasst. Zusammen mit den Foyers verfügt die Konzerthalle über Räumlichkeiten von mehr als 6.000 m². Eigentümerin der Konzerthalle ist die Stadt Bamberg, Betreiberin die Bamberg Congress + Event GmbH, die auch die Brose Arena im Süden der Stadt betreibt.

## Planung und Bau
Erste Überlegungen zum Bau einer Konzerthalle in Bamberg reichen zurück bis an das Ende der 1970er Jahre. Die Bamberger Symphoniker nutzten seit 1950 als Konzertsaal die ehemalige Kirche des Bamberger Dominikanerklosters, die aufgrund der räumlichen und akustischen Gegebenheiten allerdings nur als Provisorium zu betrachten war. 1976 formierte sich ein Förderverein, 1980 trat die Stadt in die konkrete Planungs- und Ausschreibungsphase ein. Nach den Plänen der Münchner Architekten Rollenhagen und Großmann wurde die Konzerthalle zwischen 1989 und 1993 durch die Stadt Bamberg errichtet. Die Eröffnung fand im Herbst 1993 statt. Die Netto-Baukosten betrugen 60 Mio. DM, die Finanzierung wurde im Wesentlichen abgedeckt durch Fördermittel des Freistaats Bayern (60 % der Baukosten) und der Oberfrankenstiftung (Festbetrag von 5 Mio. DM), der Rest resultierte aus städtischen Eigenmitteln.

## Joseph-Keilberth-Saal

### Heimstatt der Bamberger Symphoniker
Der große Konzertsaal, der als Domizil der Bamberger Symphoniker fungiert, ist benannt nach dem langjährigen Chefdirigenten des Orchesters, Joseph Keilberth. Der Dirigent gilt als eine entscheidende, zentrale Figur in der Historie der Bamberger Symphoniker und übte sein Amt von 1950 bis zu seinem plötzlichen Tod 1968 aus.
Der Joseph-Keilberth-Saal bietet ca. 1.400 Sitzplätze. Er wurde am 10. September 1993 mit der Aufführung von Gustav Mahlers Symphonie Nr. 8, der „Symphonie der Tausend“, unter der Leitung des damaligen Chefdirigenten Horst Stein feierlich eingeweiht.
Die Bamberger Symphoniker genießen gemäß den Förderrichtlinien und einem Rahmenmietvertrag ein uneingeschränktes Vorbelegungsrecht des Joseph-Keilberth-Saals für alle Proben und Konzerte ebenso wie für ihre umfangreiche Aufnahmetätigkeit im Rahmen des Produktionsvertrages mit dem Bayerischen Rundfunk. In jeder Saison gibt das Orchester ca. 40 öffentliche Konzerte in dem mit einer großen Konzertorgel der Orgelbaufirma Jann ausgestatteten Saal, mehr als 600 Auftritte in dem Saal verzeichnet die Orchesterhistorie bis 2009. Zum Konzertangebot der Bamberger Symphoniker im Joseph-Keilberth-Saal gehören neben den fünf Abonnementreihen des Orchesters auch Orgel- und Sonderkonzerte sowie Konzerte im Rahmen eines eigenen Sommerfestivals.
Die Besucherzahlen der Bamberger Symphoniker verdoppelten sich mit der Eröffnungssaison der Konzerthalle: Statt drei Abonnementreihen mit insgesamt 20 Konzerten wie zu Zeiten des Dominikanerbaus, der Platz für rund 1.100 Besucher bot, verfügt das Orchester seit der Spielzeit 1993/1994 über fünf Konzertreihen mit insgesamt 34 Konzerten, die allein von rund 6.000 Abonnenten besucht werden – bei einer Zahl von etwa 70.000 Einwohnern Bambergs. Die Auslastung aller Konzerte, der Abonnement- und der frei verkauften Konzerte, beträgt regelmäßig deutlich über 95 %.

### Jann-Orgel

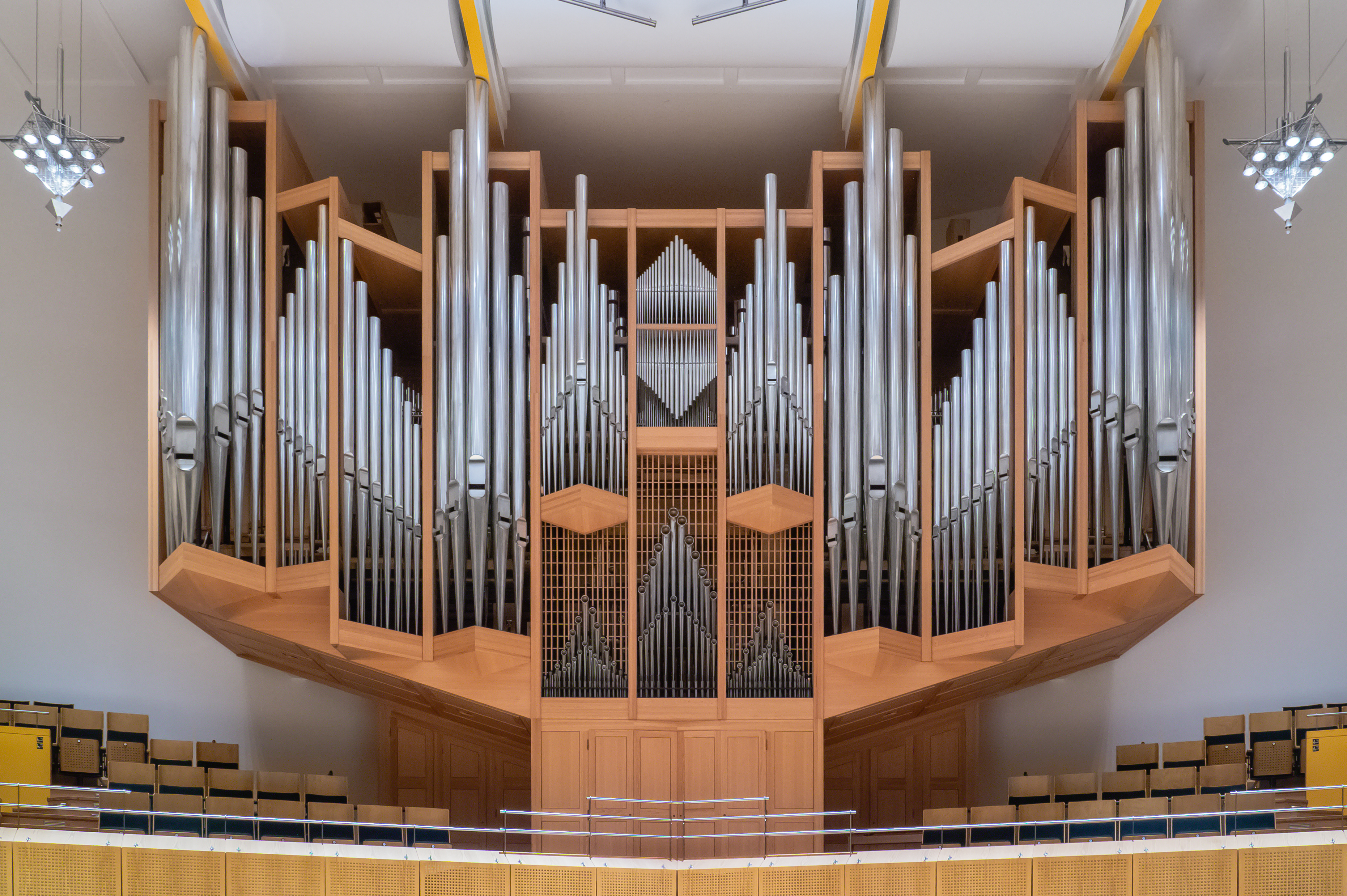
Jann-Orgel

Ein schon optisch prägendes Element des Joseph-Keilberth-Saals ist die große Konzertorgel. Die Konzeption des viermanualigen Instruments mit seinen 74 Registern und 5830 Pfeifen ist von der Orgel des Konzerthauses Wien inspiriert. Erbauer war die Firma Georg Jann aus dem niederbayerischen Alkofen. Die Trägerschaft für die Bamberger Orgel übernahm der Verein der Freunde der Bamberger Symphoniker e.V.
Entsprechend der ursprünglichen Planungen ist die Jann-Orgel einer mehrfachen Aufgabenstellung verpflichtet: Mitwirkung an den großen spätromantischen Orchesterwerken und Oratorien mit Orgelbeteiligung, dazu Interpretation der Literatur für Orgel und Orchester sowie der Literatur für Orgel solo vor allem aus dem späten 19. und frühen 20. Jahrhundert. Dafür enthält sie unter anderem reichlich Zungenstimmen deutscher und französischer Bauart, etliche Streicherregister, zwei offene 32 Füße für ein tragfähiges Baßfundament sowie vier Hochdruckregister im IV. Manual für einen markanten Orgelklang im Zusammenspiel mit einem groß besetzten Sinfonieorchester.
Das festliche Einweihungskonzert des Instruments fand am 9. Oktober 1993 statt, wenige Wochen nach der Eröffnung der Konzerthalle. Auf dem Programm standen Werke von Johann Sebastian Bach, Felix Mendelssohn Bartholdy und César Franck, die Ciacona op. 54 des Bamberger Komponisten Karl Höller sowie Max Regers Symphonische Fantasie und Fuge op. 57. Solist war der Bamberger Konzertorganist Edgar Krapp, der an der Konzeption der Orgel maßgeblich mitgewirkt hatte und seit der Einweihung die im Joseph-Keilberth-Saal beheimatete Orgelreihe der Bamberger Symphoniker künstlerisch betreute, seit 2014 kuratiert Christian Schmitt diese Konzertreihe, der auch 2013 mit einer solistischen Einspielung mit den Bamberger Symphonikern den Echo-Klassik erhalten hat. Zu den Organisten, die im Rahmen dieser Reihe in Bamberg gastierten, gehören Simon Preston, Marie-Claire Alain, Daniel Roth, Olivier Latry, Jean Boyer, Vincent Warnier, Michel Bouvard und Wayne Marshall, dazu der Bamberger Domorganist Markus Willinger sowie der Kölner Domorganist und gebürtige Bamberger Winfried Bönig.
| I Hauptwerk C–a3 |                  |         |
| 01.              | Praestant        | 16′     |
| 02.              | Gedackt          | 16′     |
| 03.              | Prinzipal        | 08′     |
| 04.              | Flûte harm.      | 08′     |
| 05.              | Copula           | 08′     |
| 06.              | Gambe            | 08′     |
| 07.              | Großquinte       | 05 1⁄3′ |
| 08.              | Oktave           | 04′     |
| 09.              | Blockflöte       | 04′     |
| 10.              | Großterz         | 03 1⁄5′ |
| 11.              | Quinte           | 02 ⁄3′  |
| 12.              | Superoktave      | 02′     |
| 13.              | Waldflöte        | 02′     |
| 14.              | Cornett V        | 08′     |
| 15.              | Mixtura maior VI | 02′     |
| 16.              | Mixtura minor IV | 01′     |
| 17.              | Trompete         | 16′     |
| 18.              | Trompete         | 08′     |
| 19.              | Trompete         | 04′     |

| II Positiv C–a3 |              |         |
| 20.             | Pommer       | 16′     |
| 21.             | Prinzipal    | 08′     |
| 22.             | Voce umana   | 08′     |
| 23.             | Rohrflöte    | 08′     |
| 24.             | Oktave       | 04′     |
| 25.             | Holzflöte    | 04′     |
| 26.             | Nazard       | 02 ⁄3′  |
| 27.             | Schwegel     | 02′     |
| 28.             | Terz         | 01 3⁄5′ |
| 29.             | Larigot      | 01 ⁄3′  |
| 30.             | Sifflöte     | 01′     |
| 31.             | Scharff IV   | 01 ⁄3′  |
| 32.             | Dulcian      | 16′     |
| 33.             | Cromorne     | 08′     |
| 34.             | Musette      | 08′     |
|                 | Glockenspiel |         |
|                 | Tremulant    |         |

| III Schwellwerk C–a3 |                   |        |
| 35.                  | Bordun            | 16′    |
| 36.                  | Geigenprinzipal   | 08′    |
| 37.                  | Doppelflöte       | 08′    |
| 38.                  | Rohrgedackt       | 08′    |
| 39.                  | Aeoline           | 08′    |
| 40.                  | Vox coelestis     | 08′    |
| 41.                  | Oktave            | 04′    |
| 42.                  | Traversflöte      | 04′    |
| 43.                  | Viola             | 04′    |
| 44.                  | Nachthorn         | 02′    |
| 45.                  | Echocornett II–IV |        |
| 46.                  | Fourniture IV–VI  | 02′    |
| 47.                  | Harmonia aeth. IV | 02 ⁄3′ |
| 48.                  | Fagott            | 16′    |
| 49.                  | Trompette harm.   | 08′    |
| 50.                  | Hautbois          | 08′    |
| 51.                  | Voix humaine      | 08′    |
| 52.                  | Clairon           | 04′    |
|                      | Tremulant         |        |

| IV Bombardenwerk C–a3 |                 |         |
| 53.                   | Trompeta magna  | 16′     |
| 54.                   | Trompeta real   | 08′     |
| 55.                   | Trompeta quinta | 05 1⁄3′ |
| 56.                   | Trompeta alta   | 04′     |
| 57.                   | Clarinette      | 08′     |

| Pedal C–g1 |              |         |
| 58.        | Contrabaß    | 32′     |
| 59.        | Prinzipalbaß | 16′     |
| 60.        | Violonbaß    | 16′     |
| 61.        | Subbaß       | 16′     |
| 62.        | Quintbaß     | 10 2⁄3′ |
| 63.        | Oktavbaß     | 08′     |
| 64.        | Baßflöte     | 08′     |
| 65.        | Cello        | 08′     |
| 66.        | Baßterz      | 06 2⁄5′ |
| 67.        | Oktave       | 04′     |
| 68.        | Bauernflöte  | 04′     |
| 69.        | Mixtur VI    | 02 ⁄3′  |
| 70.        | Bombarde     | 32′     |
| 71.        | Posaune      | 16′     |
| 72.        | Basson       | 16′     |
| 73.        | Trompete     | 08′     |
| 74.        | Schalmei     | 04′     |
|            | Tremulant    |         |

- Koppeln:
  - Normalkoppeln: II/I, III/I, IV/I, III/II, IV/II, IV/III, I/P, II/P, III/P, IV/P
  - Superoktavkoppeln: III/I, III/III
  - Suboktavkoppeln: III/I, III/I

## Hegel-Saal
Der Hegel-Saal der Konzerthalle Bamberg bezieht sich in seiner Namensgebung auf den Philosophen Georg Wilhelm Friedrich Hegel, der 1807/1808 in Bamberg wirkte und dort auch sein erstes Hauptwerk, die Phänomenologie des Geistes, herausgab. Der nach ihm benannte Saal fasst, je nach Anordnung der Bestuhlung, bis zu ca. 700 Plätze. Mehrere Jahre nutzte der Musikverein Bamberg den Saal für seine Kammerkonzerte. Die Raumakustik ist indessen in erster Linie auf Sprachveranstaltungen ausgelegt, der Hegel-Saal ist primär Teil des Kongress- und Tagungsangebots des Hauses.

## Modernisierung und Renovierung der Konzerthalle

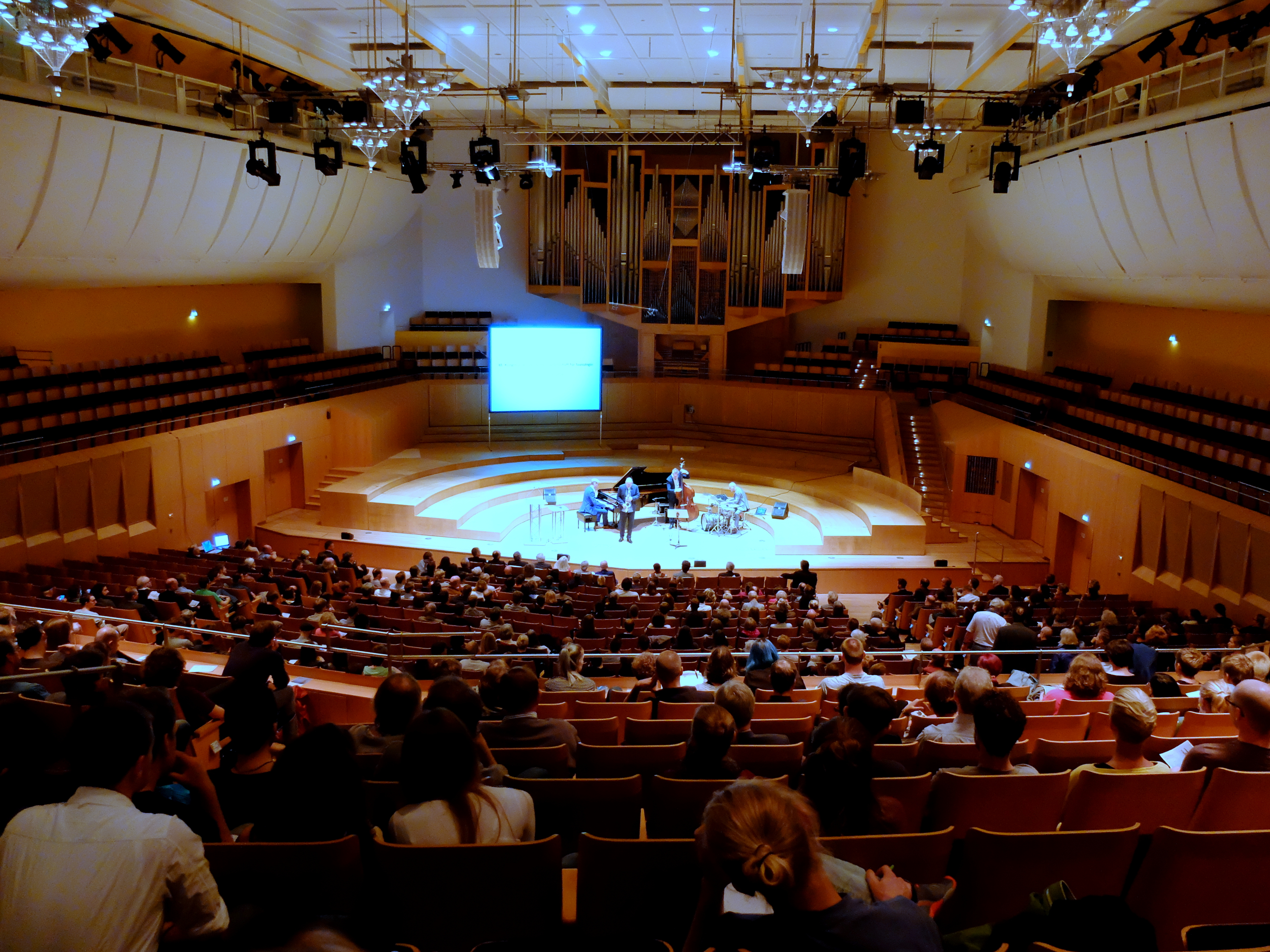
Während des Soziologenkongresses 2016

Im Sommer 2008, 15 Jahre nach ihrer Eröffnung, folgte der erste Schritt einer umfassenden Modernisierung der Konzerthalle Bamberg durch die klangliche Optimierung des Joseph-Keilberth-Saals. Federführend war der japanische Akustik-Designer Yasuhisa Toyota, der auch für den Klang der Suntory Hall in Tokio, der Walt Disney Concert Hall in Los Angeles und der Elbphilharmonie in Hamburg verantwortlich zeichnet. Im Zuge der Arbeit an der Akustik der Bamberger Konzerthalle wurde die Orchesteraufstellung durch den Einsatz neu angefertigter, variabler und halbkreisförmig angeordneter Podeste modifiziert. Die Kosten von ca. 200.000 Euro wurden von der Oberfrankenstiftung, aus Eigenmitteln der Bamberger Symphoniker sowie durch den Verein der Freunde der Bamberger Symphoniker e.V. getragen.
Im Laufe des Jahres 2009 schloss sich eine dreifache Neugestaltung und Renovierung der Konzerthalle Bamberg an: Das Foyer wurde durch zwei neue, mit einer gläsernen Fassade ausgestattete Anbauten vergrößert, der Joseph-Keilberth-Saal und das Foyer erhielten ein neues Farbkonzept und der Vorplatz der Konzerthalle wurde neu gestaltet. Ideengeber war der Hamburger Designer Peter Schmidt. Die Innenraumrenovierung des Bestandes wurde durch das Bamberger Architekturbüro Rebhan durchgeführt. Die planerische Umsetzung der Foyererweiterung übernahmen die Bamberger Architekten Mietusch und Partner. Das Foyer der Konzerthalle verzeichnet durch die Erweiterung auf zwei Geschosse eine Vergrößerung der Fläche um 850 m². Der gesamte Prozess des Umbaus und der Sanierung der Konzerthalle Bamberg wurde nach acht Monaten reiner Bauzeit abgeschlossen. Die Kosten des Projektes beliefen sich auf 6,3 Mio. Euro, die zu gleichen Anteilen vom Freistaat Bayern, der Oberfrankenstiftung und der Stadt Bamberg als Eigentümerin der Konzert- und Kongresshalle aufgebracht wurden. Auf dem Vorplatz der Konzerthalle aufgestellt ist eine gemeinhin als „Stimmgabel“ bezeichnete Skulptur von Erwin Wortelkamp.
Im Rahmen eines Festkonzerts wurde am 25. September 2009 die Wiedereröffnung des Joseph-Keilberth-Saals mit einer Aufführung von Gustav Mahlers Symphonie Nr. 3 gefeiert. Jonathan Nott, Chefdirigent in Bamberg, dirigierte die Bamberger Symphoniker, den Chor der Bamberger Symphoniker und die Knaben des Bamberger Domchors, den Solopart sang die britische Mezzosopranistin Jane Irwin.